# Friedrich Magnus von Nothardt
Friedrich Magnus Nothardt, ab 1798 von Nothardt, (* 1766 in Karlsruhe; † 28. Dezember 1804 in Berlin) war ein preußischer Offizier und Konstrukteur.

## Leben
Nothardt entstammte einer badischen Offiziers- und Beamtenfamilie und begann ebenfalls eine militärische Laufbahn. 1788 stand er als Secondeleutnant im Feldartilleriekorps, diente 1795 als königl. preußischer Stabskapitän im neu errichteten Glogauer Infanterieregiment Graevenitz (Nr. 57 der Stammrolle) und wurde 1800 Capitän (Hauptmann) und Stabschef. Das Adelspatent erhielt Nothardt am 6. Juni 1798. Er war Adjutant des Generalleutnants Ernst von Rüchel und wie dieser Mitglied der Militärischen Gesellschaft.
Für seine Verdienste als Konstrukteur des nach ihm benannten Infanteriegewehrs, welches per Kabinettsordre vom 14. Februar 1801 auf Beschluss von König Friedrich Wilhelm III. als M/1801 in die Preußische Armee eingeführt wurde, erhielt er den Orden Pour le Mérite sowie eine großzügige Dotation.
Nothardt warb als Vorsitzender einer Kommission für die Besiedlung der 1793/95 neu erworbenen Provinzen Süd- und Neuostpreußen Kolonisten aus Süddeutschland an. Im Range eines Majors erhielt er am 26. November 1804 seinen Abschied, um Direktor der südpreußischen Kriegs- und Domänenkammer in Kalisch zu werden, verstarb jedoch bereits am 28. Dezember 1804 in Berlin. Er hinterließ eine Verlobte.